# 宮野村 (山口県)
宮野村（みやのそん）は、かつて山口県吉敷郡北部に存在した村。
1941年4月1日に山口市への編入合併で消滅した。現在は山口市北部の一地域となっている。

## 地理
山口市街地の北、木戸峠の麓に位置する。山間のわずかな平地に田畑が広がる。

## 歴史
- 古くに、仁壁神社が創建された。
- 1889年（明治22年）4月1日 - 町村制の施行により、宮野上村及び宮野下村の区域をもって、宮野村が発足する。
- 1941年（昭和16年）4月1日 - 山口市に編入する。
- 寺内正毅の墓があり、生家があった。

## 地名の由来
宮野と呼ばれたのは、858年（天安2年）に発行された、『文徳実録』の文章に「仁壁神社の神域である」と書かれていることに由来する。

### 桜畠
「桜畠」の地名があり、仁壁神社の社伝で社前に千本の桜を植えたとある。

## 現況
山口市の郊外住宅地の一つとなっている。
山口県立大学がある（1941年に山口県立女子専門学校として設立された）。